# 402-я стрелковая дивизия
402-я азербайджанская стрелковая дивизия — воинское формирование Вооружённых сил СССР, сформированное в Азербайджанской ССР в период Великой Отечественной войны.

## Формирование
Дивизия формировалась на основе директивы Народного Комиссариата обороны от 11 августа 1941 года. Срок формирования дивизии устанавливался до 15 сентября.
26 августа 1941 года командующий Закавказским фронтом подписал директиву о формировании 402-й стрелковой дивизии. 28 августа в Азербайджанской ССР, в городе Степанакерт началось формирование дивизии.
Личный состав дивизии перед походом в Иран:
- Офицеры: 1295 человек
- Младшие командиры: 1088 человек
- Рядовой состав: 8104 человек

9400 бойцов то есть 90 % состава азербайджанцы по национальности.
На вооружении дивизии были 4095 винтовок, 1330 автоматов, 197 ручных пулемётов, 40 станковых пулемётов, 205 противотанковых ружей, 295 пушек, 197 миномётов, 83 автомашины и другие виды боевой техники и транспорта.

## Состав
- 833-й стрелковый полк
- 839-й стрелковый полк
- 840-й стрелковый полк
- 960-й артиллерийский полк
- отдельный учебно-стрелковый батальон
- 184-й истребительно-противотанковый дивизион
- 188-я зенитная батарея (до 11.12.42 г.)
- 672-й миномётный дивизион (до 30.11.42 г.)
- 459-я разведрота
- 848-й батальон связи (694 отдельная рота связи)
- 678-й сапёрный батальон
- 475-я рота химзащиты
- 482-й медико-санитарный батальон
- 512-я автотранспортная рота
- 247-я полевая хлебопекарня
- 822-й дивизионный ветеринарный лазарет
- 1456-я полевая почтовая станция
- 304-я (727) полевая касса Госбанка

## Боевой путь
C октября 1941 года по апрель 1942 года, после советско-британских и советско-иранских соглашений о поставках вооружений «южным путём» с целью обеспечения безопасности перевозок дивизия участвует во вторжении в Иран.
В мае 1942 года передислоцирована в Нахичеванскую Автономную Республику.
В сентябре 1942 года 840-й полк дивизии был проверен командующим Закавказским фронтом генералом армии И. В. Тюленевым. Проверка показала, что часть готова к боевым действиям.
24 сентября 1942 года штабом 44-й армии в дивизии проводились 3-дневные учения. Они показали, что соединение в боевом и политическом отношении подготовлено и успешно может вступить в бой.
4 октября 1942 года — дивизию перебрасывают в Гудермес, где она входит в состав 9-го стрелкового корпуса 44-й армии Закавказского фронта. С 3 октября по 27 ноября 1942 года держит оборону Грозного с правого берега реки Терек. 30 ноября 1942 года 402-я азербайджанская стрелковая дивизия совместно с 114-й дивизией, 416-й азербайджанской стрелковой дивизией и 5-м гвардейским Донским казачьим кавалерийским корпусом переходит в общее наступление. Несмотря на слабую артиллерийскую поддержку, дивизия продвинулась на 34 км вперёд. 3-й батальон 833-го стрелкового полка под командованием капитана М. Алиева и старшего лейтенанта Б. Расулова выбил немцев с высоты 123,0, тогда как 8-я стрелковая рота лейтенанта А. Гаджиева овладела высотой 115,6. Однако из-за отсутствия поддержки многие части 402-й дивизии были окружены немцами и были вынуждены с боями прорываться из окружения.
В районе Найденовская Роща и Сборный отдельные подразделения были окружены частями противника и после отчаянной борьбы погибли или попали в плен. Погиб и командир 839-го стрелкового полка майор Байрамов. Утром 5 декабря два стрелковых батальона 840-го полка под командованием майора М. Абдуллаева вновь выбили немцев с высоты 123,0, но не имея возможности противостоять немецким танкам 6 декабря вынужденно оставляют высоту 123,0. Части 833-го полка майора А. Аббасова в это время держали оборону северо-восточнее Моздока на линии Ищёрская-Капустино-Новоледнев-Майорский. Немцы, чтобы прорвать оборону, задействовали до 100 единиц бронетехники. В ходе боя немцы, потеряв 36 единиц бронетехники, отступили. За этот бой 75 солдат и офицеров 833-го стрелкового полка были награждены орденами и медалями.
9 декабря дивизии были приданы 15 танков для продолжения дальнейшего наступления. После этого части дивизии продвинулись ещё на 12 км вперёд. За это время 402-я дивизия освобождает населённые пункты Отрашниково, Старо-Бухирово, Ширкутовское, Хохлацкий, Смирновка, Поти-Онин, Сборный, Найденовский. 12 декабря 402-я дивизия с боями освобождает город Моздок от немецких войск.
По состоянию на 12 декабря в составе дивизии осталось до 4000 человек, то есть меньше половины штатного личного состава. По решению военного совета 44-й армии было решено использовать личный состав дивизии на пополнение 416-й стрелковой дивизии. Управление и штаб дивизии были направлены в Грозный для переформирования. С этого времени 402-я стрелковая дивизия находилась в резерве Закавказского фронта, фактически став учебной национальной азербайджанской дивизией.

## Командиры дивизии
- Волкович, Тимофей Иванович (15.08.1941—22.02.1942), полковник
- Гусейнов, Али Наги Мамедгасан оглу (23.02.1942—09.12.1942), полковник
- Сызранов, Дмитрий Михайлович (10.12.1942—19.12.1942), полковник
- Каракоз, Марк Трофимович (20.12.1942—25.04.1944), полковник, генерал-майор
- Алиярбеков, Тарлан Абдулла оглы (26.04.1944—13.03.1945), генерал-майор
- Зейналов, Гаджибаба Мамед оглы (14.03.1945—09.05.1945), полковник